# Leucophenga londti
Leucophenga londti är en tvåvingeart som beskrevs av Bachli, Vilela och Mcevey 2005. Leucophenga londti ingår i släktet Leucophenga och familjen daggflugor. Inga underarter finns listade i Catalogue of Life.